# Мінден (Невада)
Мінден (англ. Minden) — переписна місцевість (CDP) в США, в окрузі Дуглас штату Невада. Населення — 3442 особи (2020).

## Географія
Мінден розташований за координатами 38°57′30″ пн. ш. 119°46′7″ зх. д. / 38.95833° пн. ш. 119.76861° зх. д. (38.958307, -119.768590).  За даними Бюро перепису населення США в 2010 році переписна місцевість мала площу 11,00 км², з яких 10,95 км² — суходіл та 0,05 км² — водойми.

### Клімат
| Клімат : Мінден         | Клімат : Мінден | Клімат : Мінден | Клімат : Мінден | Клімат : Мінден | Клімат : Мінден | Клімат : Мінден | Клімат : Мінден | Клімат : Мінден | Клімат : Мінден | Клімат : Мінден | Клімат : Мінден | Клімат : Мінден | Клімат : Мінден |
| Показник                | Січ.            | Лют.            | Бер.            | Квіт.           | Трав.           | Черв.           | Лип.            | Серп.           | Вер.            | Жовт.           | Лист.           | Груд.           | Рік             |
| Абсолютний максимум, °C | 22,2            | 25,0            | 28,9            | 32,2            | 35,0            | 40,6            | 42,8            | 40,6            | 38,9            | 34,4            | 26,7            | 22,2            | 42,8            |
| Середній максимум, °C   | 8,6             | 11,8            | 14,8            | 18,4            | 23,0            | 28,5            | 33,1            | 32,7            | 28,7            | 22,3            | 14,3            | 9,3             | 20,4            |
| Середній мінімум, °C    | −8,5            | −6,2            | −4,2            | −2,1            | 1,7             | 5,4             | 7,8             | 6,8             | 3,2             | −1,9            | −5,7            | −8,8            | −1,1            |
| Абсолютний мінімум, °C  | −31,1           | −31,1           | −22,8           | −12,8           | −8,9            | −5,6            | −1,7            | −2,2            | −6,7            | −16,1           | −22,8           | −30             | −31,1           |
| Норма опадів, мм        | 37              | 30              | 28              | 8               | 12              | 11              | 6               | 8               | 10              | 15              | 23              | 25              | 213             |
| Днів з опадами          | 5,5             | 5,3             | 4,4             | 2,4             | 3,1             | 2,1             | 1,2             | 1,9             | 2,5             | 2,8             | 3,8             | 4,1             | 39,1            |
| Днів зі снігом          | 2,4             | 1,8             | 1,4             | 0,6             | 0,1             | 0,0             | 0,0             | 0,0             | 0,0             | 0,1             | 0,9             | 1,6             | 8,9             |
| ----------------------- | --------------- | --------------- | --------------- | --------------- | --------------- | --------------- | --------------- | --------------- | --------------- | --------------- | --------------- | --------------- | --------------- |
| Джерело: NOAA           |                 |                 |                 |                 |                 |                 |                 |                 |                 |                 |                 |                 |                 |

## Демографія
Згідно з переписом 2010 року, у переписній місцевості мешкала 3001 особа в 1348 домогосподарствах у складі 865 родин. Густота населення становила 273 особи/км².  Було 1479 помешкань (135/км²).
Расовий склад населення:
| - 91,9 % — білих - 1,7 % — азіатів - 0,8 % — корінних американців - 0,3 % — чорних або афроамериканців - 3,1 % — осіб інших рас |

До двох чи більше рас належало 2,2 %. Частка іспаномовних становила 9,2 % від усіх жителів.
За віковим діапазоном населення розподілялося таким чином: 16,9 % — особи молодші 18 років, 56,3 % — особи у віці 18—64 років, 26,8 % — особи у віці 65 років та старші. Медіана віку мешканця становила 50,7 року. На 100 осіб жіночої статі у переписній місцевості припадало 94,1 чоловіків;  на 100 жінок у віці від 18 років та старших — 89,1 чоловіків також старших 18 років.
Середній дохід на одне домашнє господарство  становив 63 539 доларів США (медіана — 52 125), а середній дохід на одну сім'ю — 73 028 доларів (медіана — 61 250). За межею бідності перебувало 13,4 % осіб, у тому числі 25,8 % дітей у віці до 18 років та 2,0 % осіб у віці 65 років та старших.
Цивільне працевлаштоване населення становило 1167 осіб. Основні галузі зайнятості: освіта, охорона здоров'я та соціальна допомога — 21,3 %, виробництво — 19,1 %, транспорт — 8,5 %, науковці, спеціалісти, менеджери — 7,7 %.